# My Head Is an Animal
My Head Is an Animal je debutové album islandské alternativní folkové skupiny Of Monsters and Men vydané 20. září 2011. Po počátečním úspěchu se singlem „Little Talks“ v islandských hitparádách skupina podepsala smlouvu s Universal Music Group a její album se 3. dubna 2012 dočkalo vydání v Severní Americe. V americké hitparádě Billboard 200 album dosáhlo 6. místa. V Kanadě je dvojnásobně platinové.
Píseň Dirty Paws je na soundtracku k filmu Walter Mitty a jeho tajný život z roku 2013, režie a titulní role Ben Stiller.

## Seznam skladeb
Americká edice:
1. Dirty Paws
2. King and Lionheart
3. Mountain Sound
4. Slow and Steady
5. From Finner
6. Little Talks
7. Six Weeks
8. Love Love Love
9. Your Bones
10. Sloom
11. Lakehouse
12. Yellow Light